# Graz Ostbahnhof
Der Bahnhof Graz Ostbahnhof ist ein Fern- und Regionalbahnhof
in der steirischen Landeshauptstadt Graz und ist Station zweier Linien der S-Bahn Steiermark. Er befindet sich im sechsten Grazer Stadtbezirk Jakomini. Das Aufnahmsgebäude ist ein repräsentativer Backsteinbau, der unter Denkmalschutz steht. Im Jahr 2010 wurde der Name des Bahnhofes auf Graz Ostbahnhof-Messe geändert, was mit Fahrplanwechsel Ende 2023 wieder rückgängig gemacht wurde.

## Geschichte
Nach den Plänen der Ungarischen Westbahn sollte die zwischen 1870 und 1873 errichtete Trassenführung den ehemaligen Südbahnhof (heute Graz Hauptbahnhof) von Süden her erreichen. Nach dem Übergang über die Mur hätte die Bahn das rechte Murufer entlang bis zum als Kopfbahnhof konzipierten Südbahnhof geführt. Dieser Vorschlag erregte bei sämtlichen öffentlichen Grazer Institutionen Unverständnis, die darauf im Handelsministerium eine Petition einreichten, mit dem Bau eines eigenen Grazer Stadtbahnhofes als Ziel. Das Ministerium lenkte ein und zwang die Ungarische Westbahn durch einen Regierungsbeschluss zur Errichtung eines Stationsgebäudes in der Schönau (heutige Conrad-von-Hötzendorfstraße).
Der Grazer Ostbahnhof wurde am 1. Mai 1873 offiziell dem Betrieb übergeben. Ursprünglich noch Ungarischer Westbahnhof genannt, erfolgte am 1. Jänner 1889 die Umbenennung in Staatsbahnhof. Bis 1938 befand sich im Bahnhof auch ein Linienamt für die Einhebung der Verzehrsteuer bei den Reisenden.
Im Zweiten Weltkrieg wurden die Gleise und Weichen zur Hälfte zerstört, im Gegensatz zum Hauptbahnhof blieb das alte Gebäude jedoch erhalten.
Mit Fahrplanwechsel am 12. Dezember 2010 wurde der vordem als „Graz Ostbahnhof“ benannte Bahnhof in „Graz Ostbahnhof-Messe“ umbenannt.

## Bahnhof

### Personenverkehr

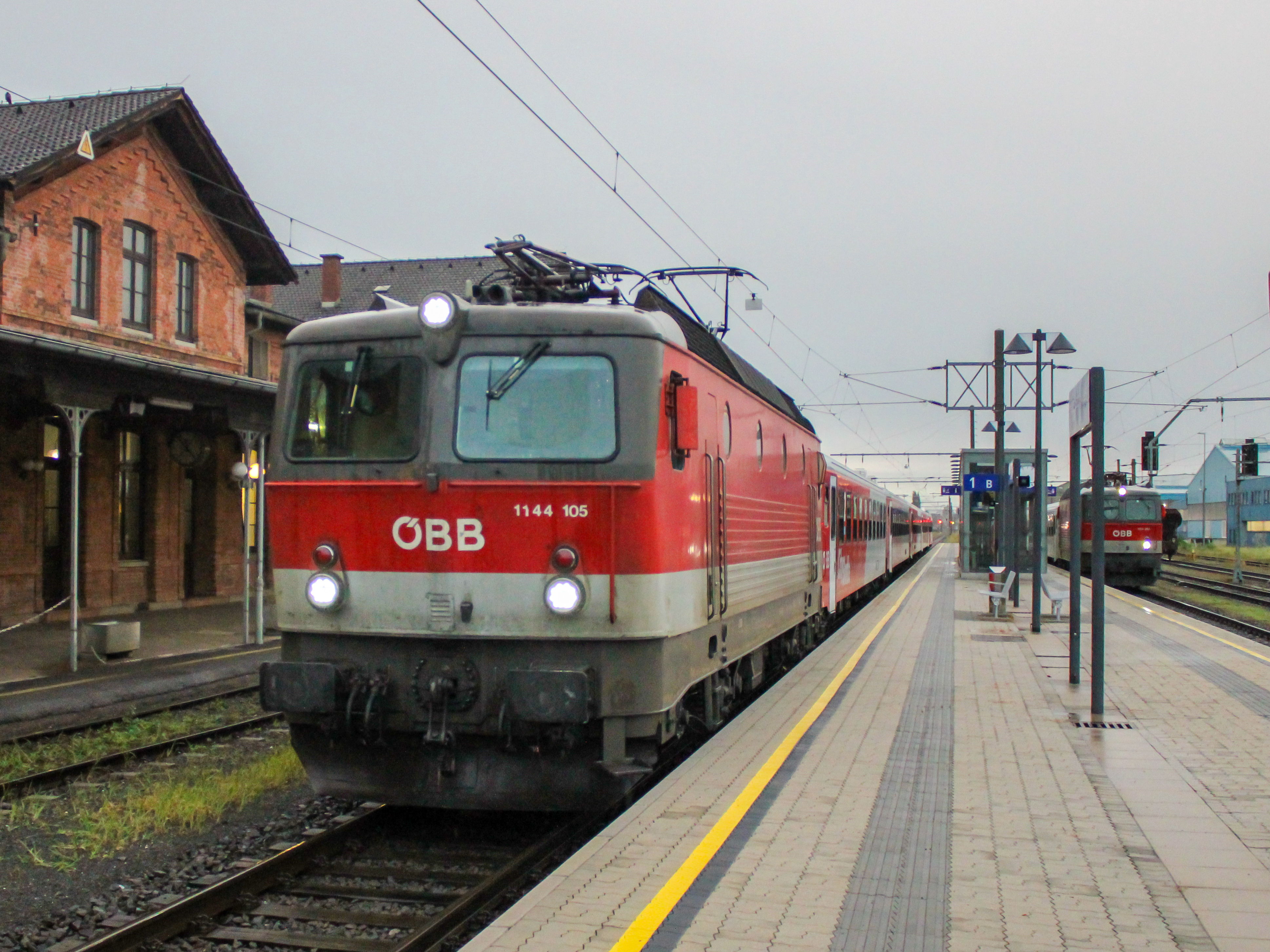
Zwei Lokomotiven der Reihe 1144 in Fahrtrichtung Graz Hauptbahnhof

Am Ostbahnhof hält jeder dort verkehrende Personenzug. Darunter die Züge der Linien S3 und S31 sowie einige InterCity und zahlreiche Regionalexpresszüge.
Die InterCity-Zugpaare stellen Direktverbindungen mit Budapest und Ljubljana her.
Am Vorplatz hält die Straßenbahnlinie 4.

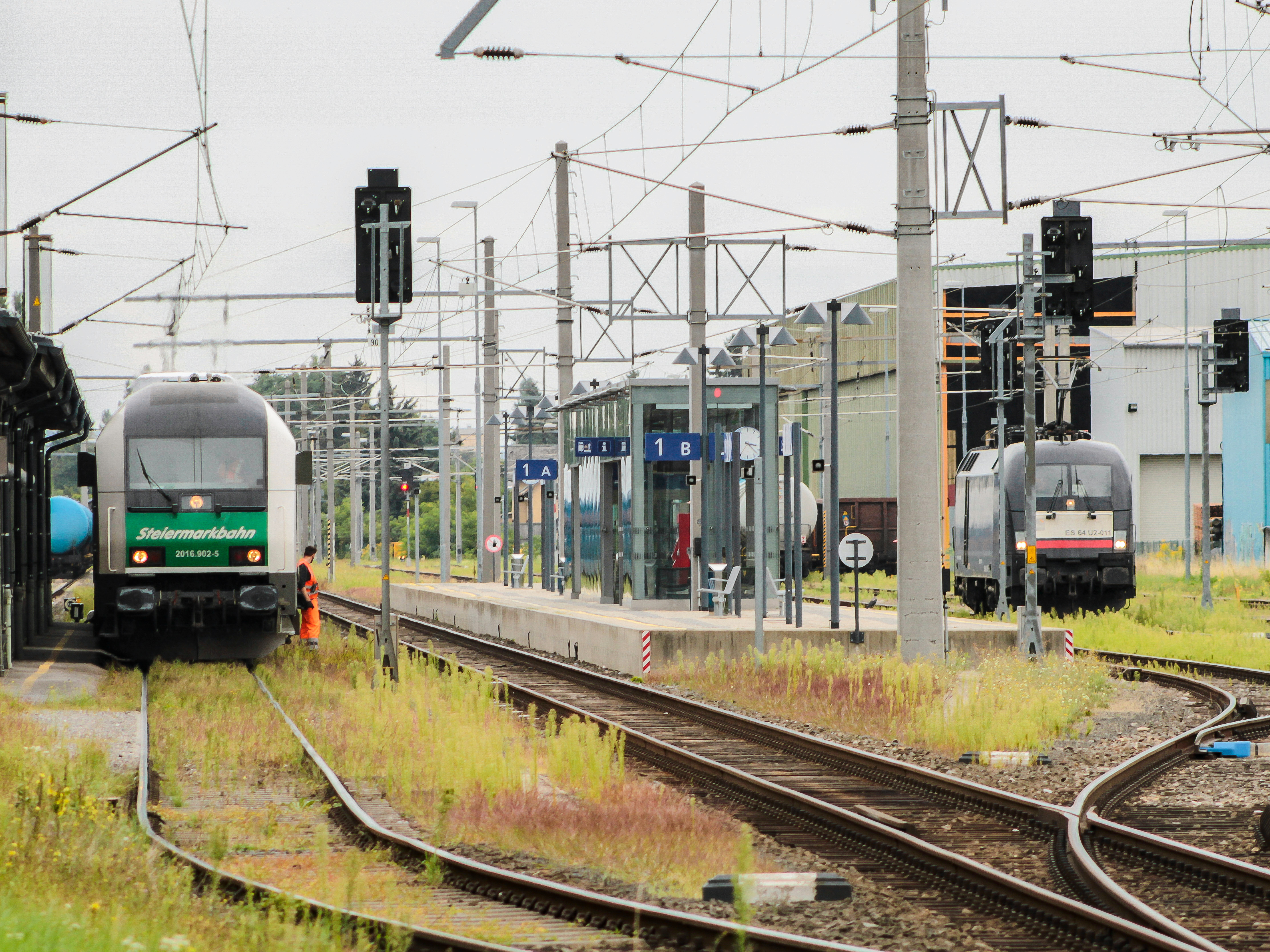
Der Mittelbahnsteig (Bahnst. 1 und 2)

| Linie                       | Linienverlauf                                                                                                 | Unternehmen/EVU | Takt                             |
| --------------------------- | --- | --------------- | -------------------------------- |
| InterCity (Österreich)      | (Ljubljana –) Graz Hbf – Graz Ostbahnhof-Messe – Gleisdorf – Szentgotthárd – Szombathely – Győr – Budapest k. | ÖBB, MÁV        | zwei Zugpaare täglich            |
| Regional-Express#Österreich | Graz Hbf – Graz Ostbahnhof-Messe – Gleisdorf – Fehring (– Szentgotthárd)                                      | ÖBB,            | morgens, nachmittags bzw. abends |
| S-Bahn Steiermark           | Graz Hbf – Graz Ostbahnhof-Messe – Fehring (– Szentgotthárd)                                                  | ÖBB             | Stundentakt                      |
| S-Bahn Steiermark           | Graz Hbf – Graz Ostbahnhof-Messe – Weiz                                                                       | Steiermarkbahn  | 5 mal an Werktagen               |
| Straßenbahn Graz            | Liebenau/Murpark – Ostbahnhof – Jakominiplatz – Hauptbahnhof – Reininghaus                                    | Graz Linien     | 6-Minuten-Takt                   |
| N4                          | Jakominiplatz – Ostbahnhof – Dörfla – Hausmannstätten – Fernitz – Gössendorf                                  | Graz Linien     | 3 mal nachts                     |

### Güterverkehr
Durch einige Anschlussbahnen verfügt der Bahnhof über ausreichend viel Frachtumschlag, dass eine eigene Verschubreserve vonnöten ist.
Für einige Güterzüge stellt der Grazer Ostbahnhof den Ausgangsbahnhof dar.

### Einrichtungen
Im Bahnhofsgebäude befinden sich ein Warteraum, eine Trafik und Fahrkartenautomaten. Der Fahrkartenschalter wurde 2010 geschlossen, das Bahnhofsrestaurant Ostbahn Niki im Mai 2011. Im rechten Seitenflügel ist auch eine Servicestelle der Stadt Graz untergebracht (davor Bezirksamt Jakomini).
Der 55 cm hohe Mittelbahnsteig ist großteils nicht überdacht. Der ursprünglich ebenso genutzte Bahnsteig 1 ist heute außer Betrieb.

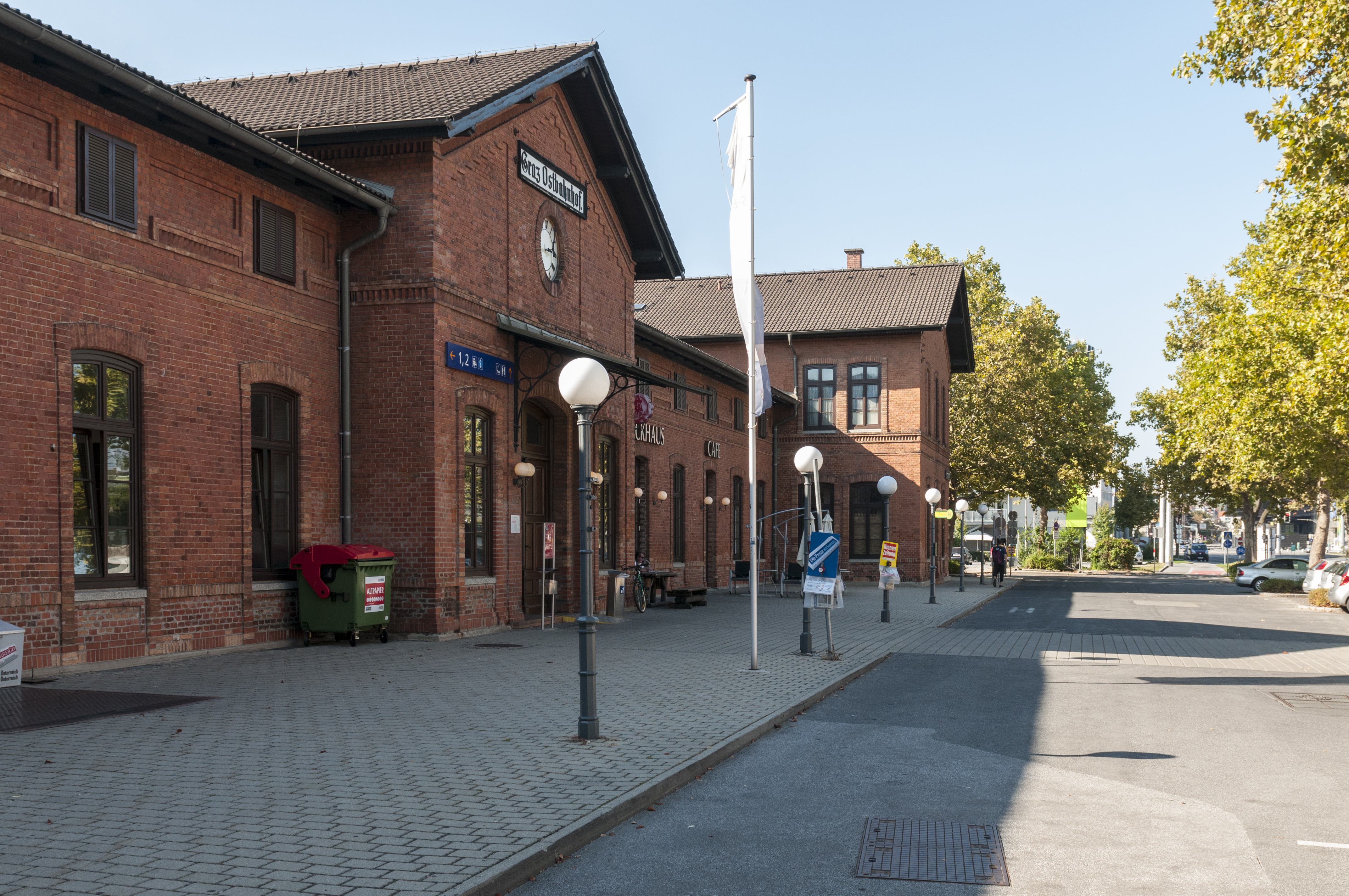
Vorplatz
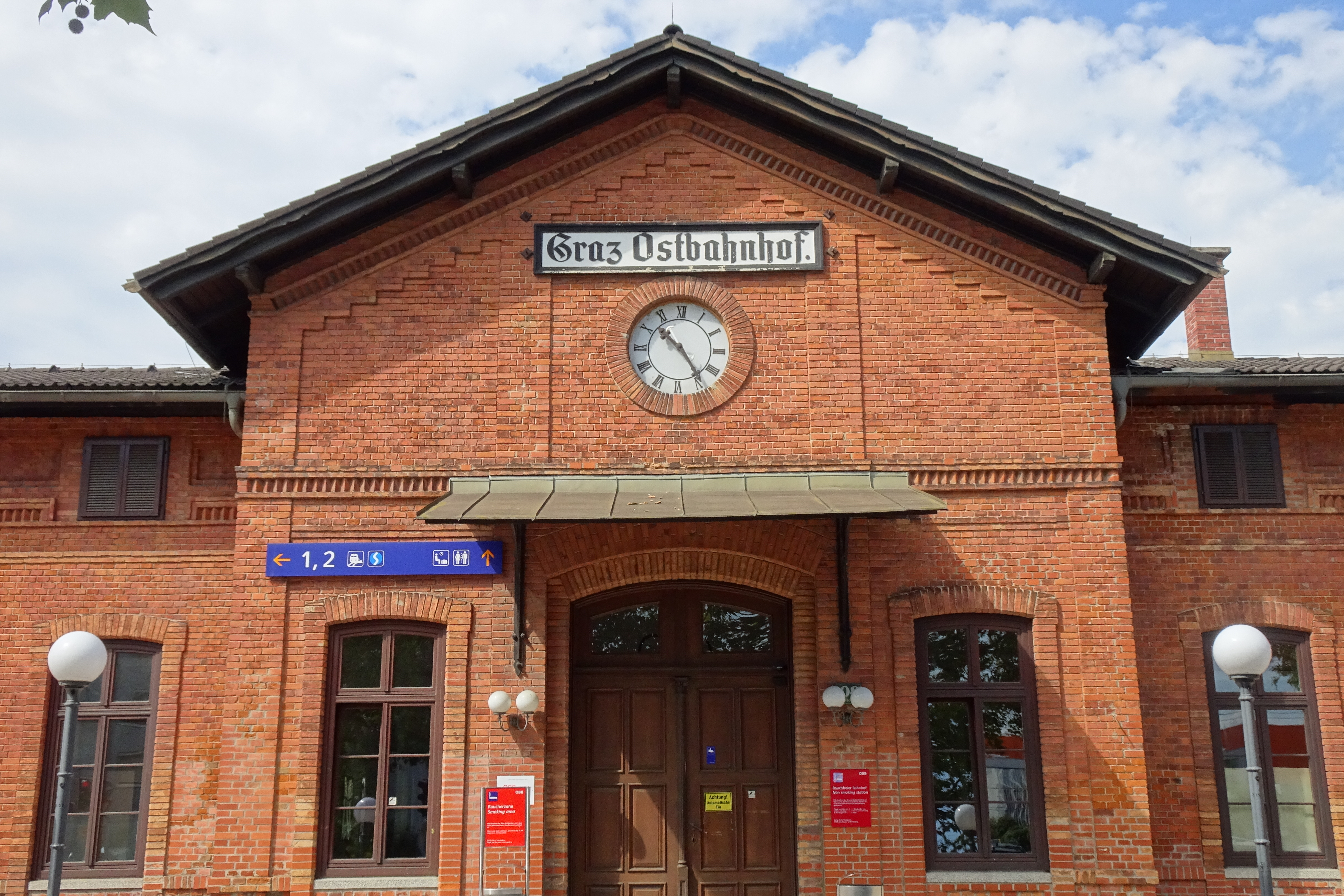
Vorplatzseitige Front des Aufnahmsgebäudes
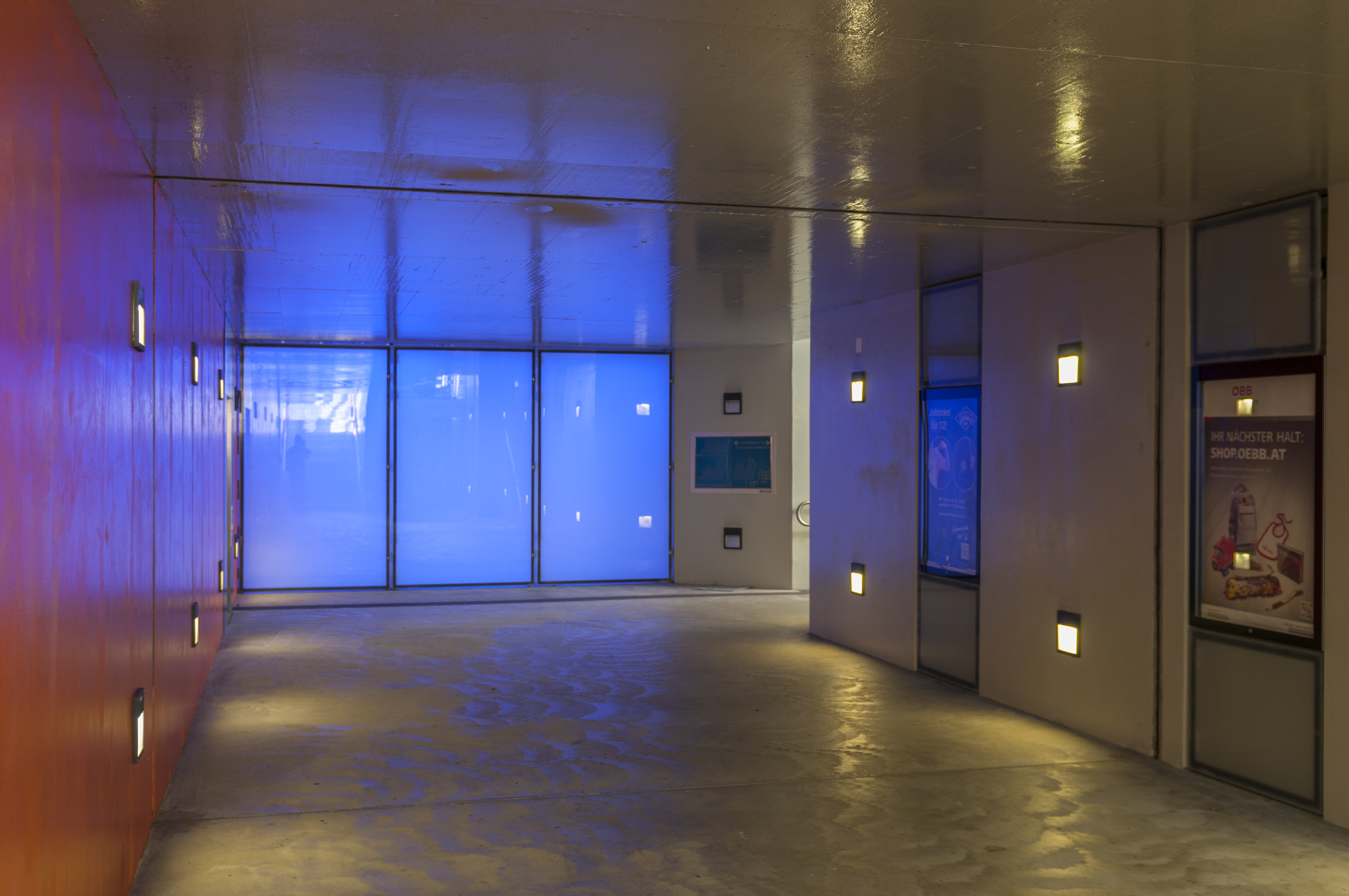
Fußgängertunnel
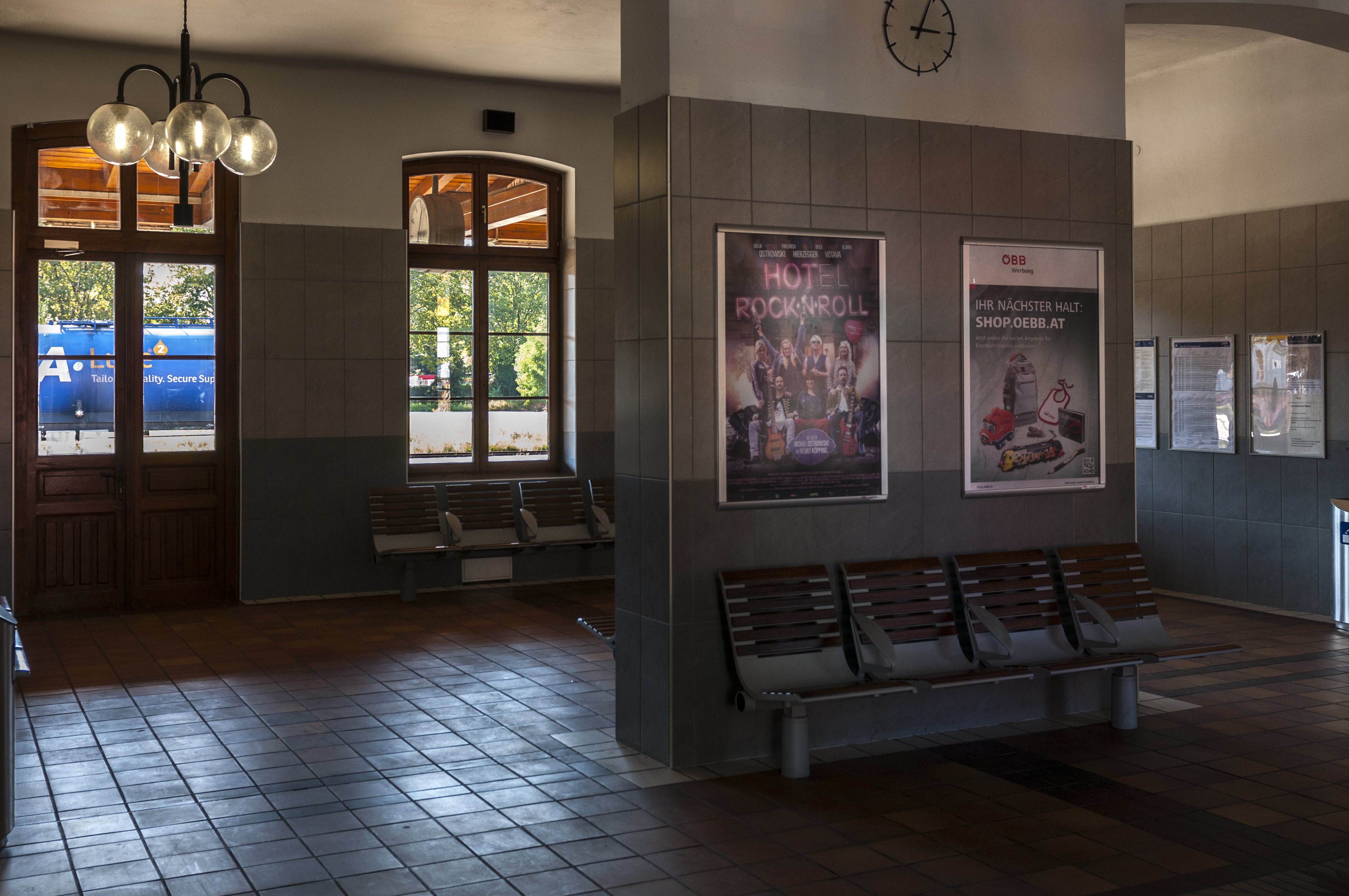
Warteraum
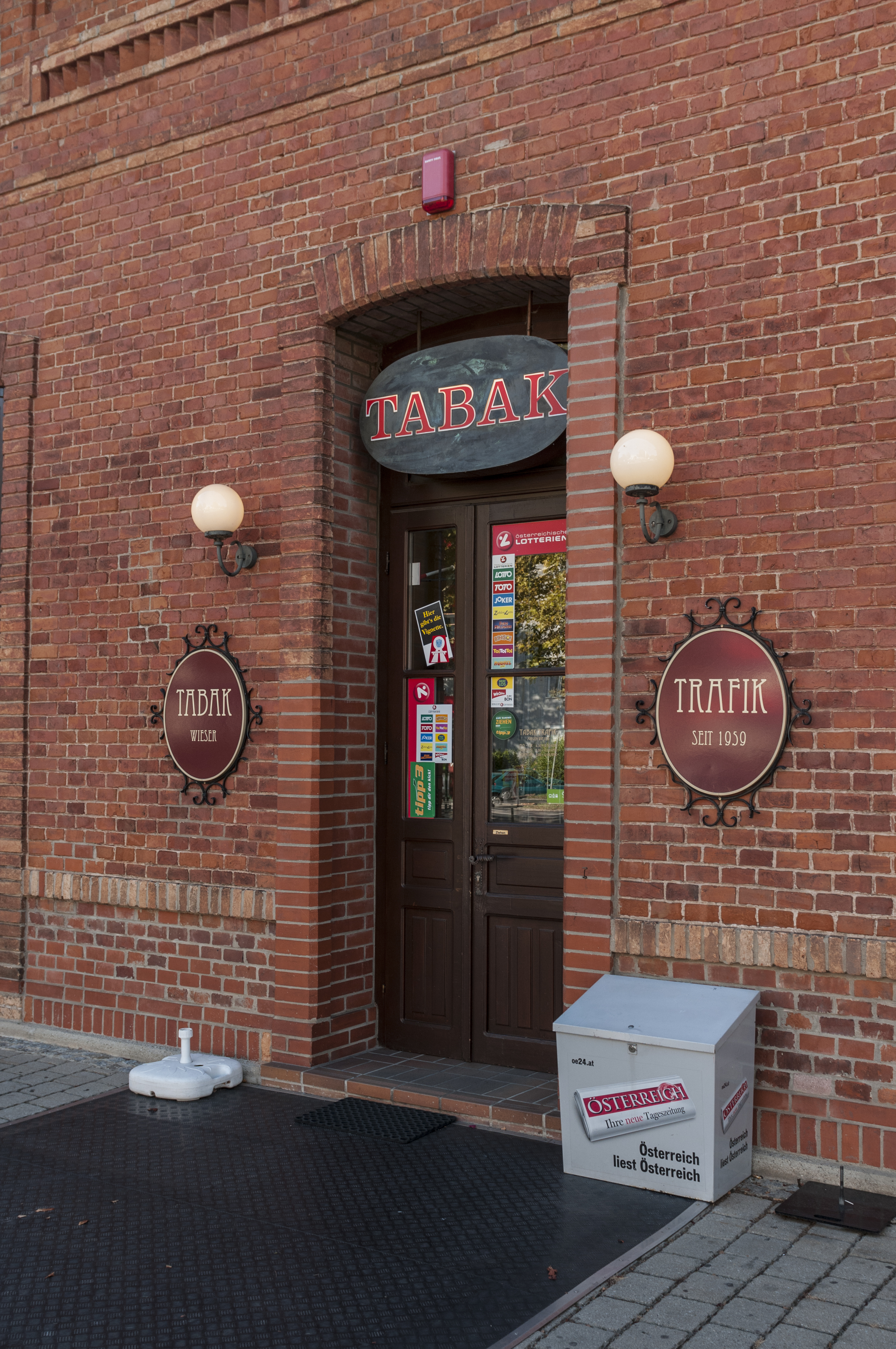
Trafik
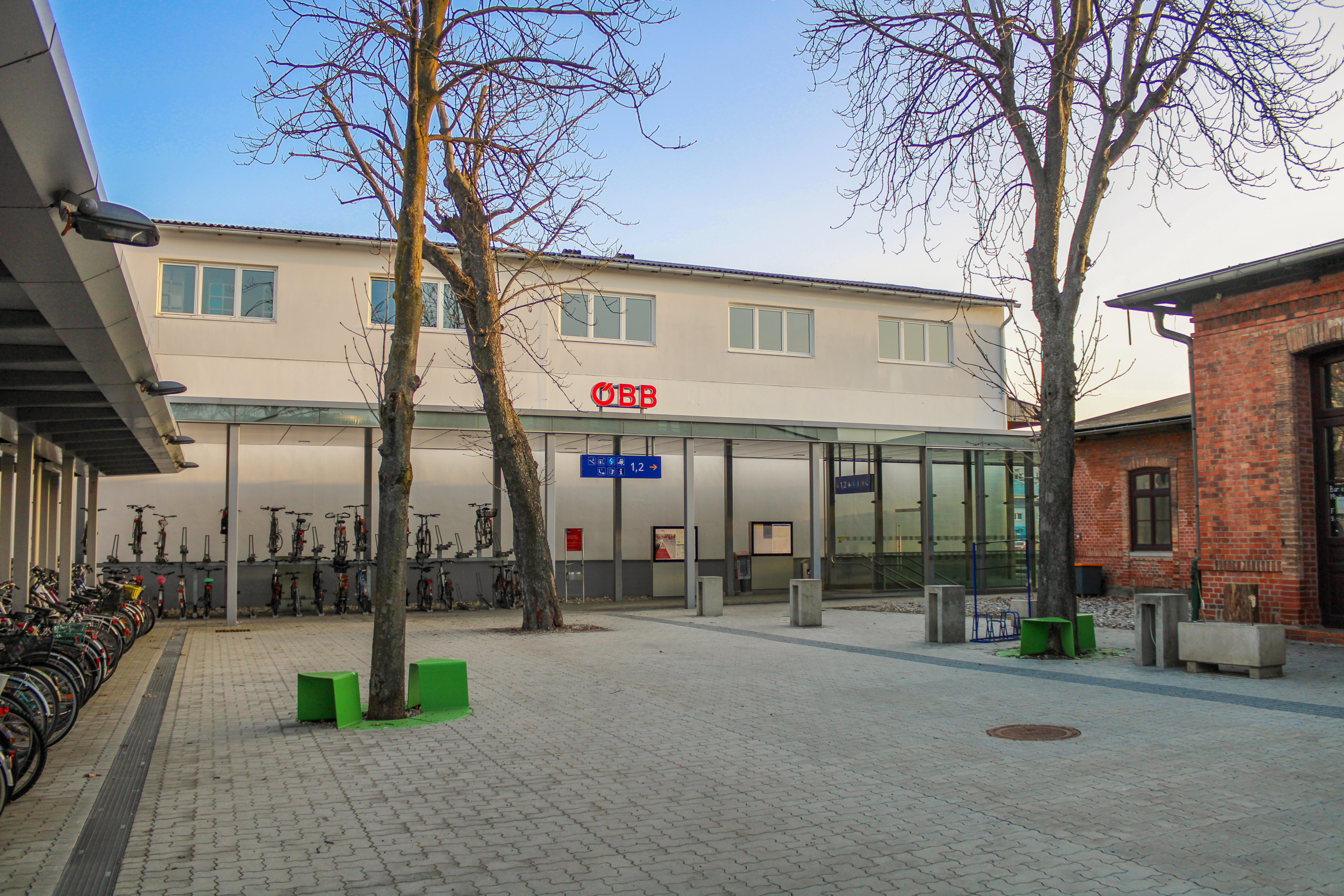
Zugang zu den Bahnsteigen am Bahnhofsvorplatz
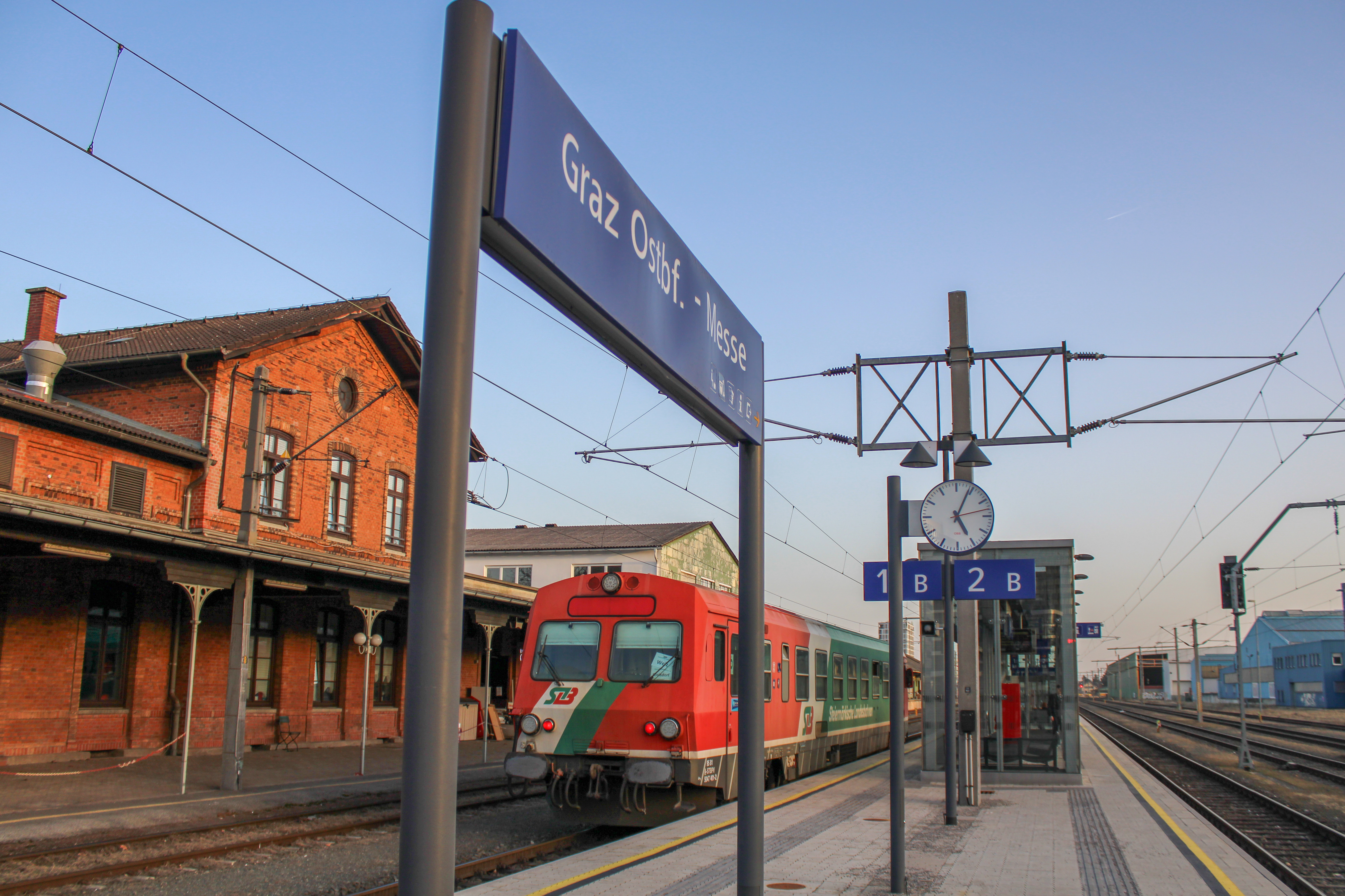
5047er der Steiermarkbahn am Bahnsteig 1.